# Fender Telecaster Bass
Fender Telecaster Bass (lub Tele Bass) – gitara basowa będąca kontynuacją pierwszego typu P-Bassu, produkowanego w latach 1951–1957.

## Historia
W roku 1968 firma Fender zdecydowała się na wznowienie produkcji instrumentu, który zapoczątkował erę elektrycznej gitary basowej. Zyskał on nazwę Tele Bass, gdyż jego sylwetka bazowała na wyglądzie modelu Telecaster; poza tym, pierwotna nazwa Precision Bass była już zarezerwowana. Bas Telecaster początkowo zyskał wyposażenie, które posiadał jego protoplasta z roku 1951, czyli dwusiodełkowy mostek, płaski korpus oraz przetwornik single coil w środkowej pozycji. W roku 1972 przestarzałą przystawkę wymieniono na humbuckera w metalowej obudowie, którego tym razem ulokowano przy gryfie. Zmianie uległa też maskownica, która obejmowała pozycje pokręteł, zamiast tradycyjnej, metalowej płytki. Produkcja modelu Telecaster Bass trwała do końca lat 70. W ramach wspomnień niezbyt udanej kariery tegoż instrumentu, Fender wprowadził na rynek w 2003 roku replikę pierwszego basu na świecie – model '51 Precision Bass; Squier Precision Bass 50s z serii „Classic Vibe” jest jej tańszą odmianą, podobnie jak Squier Precision Bass TB z serii „Vintage Modified”.

## Szczegóły techniczne
Bas Telecaster przed modyfikacją z 1972 roku brzmiał identycznie do swojego poprzednika; regulowany za pomocą jednej gałki ton posiadał ciepły, brzmiący dół. Po zmianie przystawki single coil na humbucker, Tele Bass dysponował jeszcze bardziej tłustym brzmieniem, z dużą ilością dołu oraz z delikatną górą. W tym modelu gitary basowej nie wprowadzano żadnych edycji specjalnych, gdyż jego popularność była niska, a okres produkcji trwał za krótko.

## Artyści
Ze względu na przestarzałą konstrukcję oraz specyficzne brzmienie, Fender Telecaster Bass nie zyskał zbyt dużej popularności. Do najsłynniejszych artystów komponujących na tym instrumencie należy Jack Bessant (Reef), Suzi Quatro, Billy Cox i Arthur Kane (New York Dolls).